# Bolsjie Starysji
Bolsjie Starysji (ryska Большие Старыши) är en by i rayonen Monastyrsjtjiskij (ryska Монастырщинский) i Smolensk oblast. Befolkningen uppgick år 2007 till 4 personer.
Efter slaget vid Holowczyn och en knapp månads vistelse i Mahiljoŭ kom den svenska hären den 10 september 1708 fram till byn Bolsjie Starysji där en kort strid mot ryska trupper utkämpades. Svenskarna drog därefter vidare till Tatarsk,  dit de kom den 12 september.  Under andra världskriget ockuperades byn i juli 1941 av tyska trupper och befriades i september 1943.